# Short C-23 Sherpa
El Short C-23 Sherpa es un avión de transporte militar, diseñado y construido por fabricante británico Short Brothers. Los modelos C-23A y C-23B son variantes basadas en el modelo civil Short 330, mientras que el C-23B+ y el C-23C son variantes basadas en el Short 360.

## Diseño y desarrollo
La historia del C-23 Sherpa va ligada a la del avión de pasajeros Short 330, desarrollado por Short Brothers de Belfast, a partir del avión utilitario Short Skyvan. El 330 disponía de fuselaje y alas de mayor tamaño que su predecesor, manteniendo las formas cuadrangulares del fuselaje del Skyvan.
Además de la versión para pasajeros, en Short Brothers también se planificaron dos versiones de transporte. La primera de ellas, denominada Short 330-UTT (Utility Tactical Transport, Transporte Táctico Utilitario) era una versión pensada para el mercado militar, en la que el suelo de la cabina estaba reforzado y se le había equipado con puertas de mayor tamaño. De esta variante se vendieron pocas unidades, principalmente a Tailandia, que compró un total de 4 aparatos.  El Short Sherpa (no confundir con el avión experimental Short SB.4 Sherpa) se basaba en el Short 330-UTT, aunque estaba equipado con una puerta de carga trasera con rampa, de un ancho igual al interior del fuselaje. Esta versión voló por primera vez el 23 de diciembre de 1982.

## Variantes
C-23A Sherpa
Avión de transporte bimotor para la Fuerza Aérea estadounidense basado en el Short 330-UTT; estaba equipado con piso de cabina reforzado con sistema de transporte de rodillos, más una puerta de carga delantera en el lado de babor del fuselaje, además de una puerta/rampa de carga trasera de anchura total operada hidráulicamente; 18 construidos.
C-23B Sherpa
Avión de transporte bimotor para la Guardia Nacional estadounidense, similar al C-23A, pero con ventanas de cabina, tren de aterrizaje reforzado, puertas de paracaidistas de apertura interior en la parte trasera del fuselaje y rampa de carga de dos secciones operable en el aire; 16 construidos.
C-23B+/C Super Sherpa
Aviones Short 360 comprados como usados por el Ejército estadounidense y modificados por West Virginia Air Center (WVAC) sustituyendo, en el fuselaje trasero, la cola monoderiva por la bideriva y la rampa de carga del Short Sherpa. 28 aviones civiles modificados.
C-23C
Aviones C-23B y C-23B+ con actualización de la aviónica de la cabina bajo el programa Avionics System Cockpit Upgrade, 43 modificados.
C-23D
C-23C con aviónica actualizada bajo el programa Safety Avionics Modification desde 2010, que fue cancelado después de haberse modificado solo cuatro aviones.

## Operadores
Estados Unidos
- Fuerza Aérea de los Estados Unidos
- Guardia Nacional de los Estados Unidos
- Ejército de los Estados Unidos

## Especificaciones
Referencia datos: Jane's All the World's Aircraft 1988–1989

### Características generales
- Tripulación: Tres (dos pilotos más un tripulante de cabina)
- Capacidad: 30 pasajeros o 18 pacientes en camilla/3175 kg de carga útil
- Longitud: 17,7 m (58 ft)
- Envergadura: 22,8 m (74,7 ft)
- Altura: 5 m (16,2 ft)
- Superficie alar: 42,1 m² (453,2 ft²)
- Perfil alar: raíz: NACA 63A418; punta: NACA 63A414[6]
- Peso vacío: 6680 kg (14 722,7 lb)
- Peso máximo al despegue: 10 387 kg (22 892,9 lb)
- Planta motriz: 2× turbohélice Pratt & Whitney Canada PT6A-45-R. cada uno.
- Hélices: Hartzell de cinco palas de velocidad constante y totalmente abanderable
- Diámetro de la hélice: 2.82
- Peso máximo en el aterrizaje: 10 251 kg
- Capacidad de combustible: 2500 l

### Rendimiento
- Velocidad crucero (Vc): 350 km/h (217 MPH; 189 kt)
- Velocidad de entrada en pérdida (Vs): 135 km/h (84 MPH; 73 kt) con flaps a MLW y tren abajo
- Alcance: 361 km (195 nmi; 224 mi) con 3175 kg de carga útil, combustible al máximo, 45 min de reserva y 80 km de desvío
- Techo de vuelo: 3900 m (12 795 ft)
- Régimen de ascenso: 6 m/s (1181 ft/min)
- Carga alar: 246,8 kg/m² (50,5 lb/ft²)
- Potencia/peso: 0,1720 kW/kg (0,1046 shp/lb) máximo

## Aeronaves relacionadas

### Desarrollos relacionados
- Short 330
- Short 360

### Aeronaves similares
- Dornier Do 228
- DHC-6 Twin Otter
- Harbin Y-12
- CASA C-212 Aviocar
- IAI Arava
- Let L-410 Turbolet
- Antonov An-28

### Secuencias de designación
- Secuencia C-_ (Aviones de Carga estadounidenses, 1962-presente): ← C-20A-D/F-H - C-21 - C-22 - C-23 - C-24 - C-25 - C-26 →